# Травнев, Лев Николаевич
Лев Николаевич Травнев (род. 9 декабря 1968, Кисловодск, Ставропольский край, РСФСР, СССР) — глава города Пятигорска с 20 октября 2006 по 21 октября 2017 (исполняющий обязанности Главы города Пятигорска с 26 июня по 10 октября 2010 и с 17 по 22 апреля 2020). Представитель губернатора Ставропольского края на Кавказских Минеральных Водах с 15 января 2018 по 22 апреля 2020.

## Биография
Родился 9 декабря 1968 в городе Кисловодске, в семье преподавателей физкультуры. В 1979 семья Травневых переехала в Пятигорск.
В январе 2002 возглавил ОАО «Пятигорскгоргаз».
8 октября 2006 был избран депутатом Думы города Пятигорска III созыва.
С 20 октября 2006 по 21 октября 2017 — Глава города Пятигорска. Был избран главой города — председателем городской думы, несмотря на отсутствие необходимого высшего образования (представил ксерокопию несуществующего диплома, якобы выданного Карачаево-Черкесским технологическим институтом).
- 26 июня 2010 сложил полномочия Главы города — председателя городской думы для участия во всеобщих прямых выборах Главы города[1].
- 10 октября 2010 на всеобщих прямых выборах избран Главой города-курорта Пятигорск с результатом «90,96 %»[3].
- 12 ноября 2015 депутаты городской думы единогласно поддержали кандидатуру Травнева на пост главы Пятигорска и избрали его на новый пятилетний срок.

В 2016 на партийной конференции был избран секретарём Пятигорского местного отделения партии «Единая Россия».
С 15 января 2018 по 22 апреля 2020 — представитель губернатора Ставропольского края на Кавказских Минеральных Водах.
С 17 по 22 апреля 2020 — исполняющий обязанности Главы города Пятигорска, покинул пост «по состоянию здоровья».

## Уголовные дела и арест
В августе 1993 в отношении Л. Н. Травнева, В. В. Попова, В. Р. Цхай, К. Е. Хачикяна и С. В. Ротмистровского было возбуждено уголовное дело № 16197 по части 3 статьи 148 УК РФ «Вымогательство». 13 ноября 1993 по постановлению Кисловодского ГОВД Травнев был выпущен из СИЗО под залог в миллион рублей. В марте 1994 дело по вымогательству ушло в суд, но в августе 1994 судья вернул дело на доследование в Кисловодскую прокуратуру, где оно было «утеряно».
В 1995 году Травнев был арестован по статье 103 УК РФ «Убийство», было вынесено обвинительное заключение, но уголовное дело отправили на «доследование», в процессе которого все 16 томов дела были снова «утеряны».
24 августа 2017 Прикубанский районный суд пересмотрел своё решение от 11 мая 2011 года «в связи с вновь открывшимися обстоятельствами», установив что «Диплом на имя Л. Н. Травнева не выдавался, личное дело на него не заводилось, сведений о приёме на обучение, как и сведений о фактическом обучении (зачётная книжка, курсовые работы, контрольные работы), в академии отсутствуют. Среди лиц, окончивших обучение в академии в период с 1995 по 2001 Травнев не значится».
24 апреля 2020 года на основании данных оперативно-розыскных мероприятий в отношении Травнева было возбуждено уголовное дело по части 2 статьи 286 УК РФ «Превышение должностных полномочий главой органа местного самоуправления». Было установлено, что в период с 2010 по 2017 год, Травнев подписывал незаконные постановления на выделение земельных участков под строительство объектов, которые запрещено возводить в охраняемых горно-санитарных зонах курорта.
25 апреля 2020 года по подозрению в экономических махинациях, связанных с его работой в качестве градоначальника в 2016—2017 годах, Травнев был задержан сотрудниками, с 2017 занимавшимися расследованием его преступной деятельности.
26 апреля 2020 года Пятигорский городской суд избрал Травневу меру пресечения в виде заключения под стражу сроком на два месяца.
17 июня 2020 года пресс-служба ГУ МВД России по СКФО сообщила о возбуждении второго уголовного дела по части 2 статьи 286 УК РФ «Превышение должностных полномочий главой органа местного самоуправления» в отношении Травнева.
25 июня 2020 Пятигорский городской суд отказал стороне защиты Травнева в удовлетворении ходатайства об изменении ему меры пресечения на более мягкую (в виде домашнего ареста или подписки о невыезде) и продлил меру пресечения в виде заключения под стражу на три месяца до 24 сентября 2020 года.
18 сентября 2020 года пресс-служба ГУ МВД России по СКФО сообщила о возбуждении третьего уголовного дела по части 2 статьи 286 УК РФ «Превышение должностных полномочий главой органа местного самоуправления» в отношении Травнева.
21 сентября 2020 года Пятигорский городской суд удовлетворил ходатайство следователя о продлении срока содержания под стражей Л. Н. Травнева, обвиняемого по ч. 2 ст. 286 УК РФ сроком на 3 месяца до 22.12.2020 года .
13 ноября 2020 года Следственной частью ГУ МВД России по СКФО по материалам ОРЧ № 3 ГУ МВД России по СКФО, Управления ФСБ России по Ставропольскому краю и при координации Главного управления Генеральной прокуратуры Российской Федерации в Северо-Кавказском и Южном федеральных округах возбуждено четвёртое уголовное дело в отношении бывшего главы города Пятигорска по признакам преступления, предусмотренного частью 2 статьи 286 УК РФ «Превышение должностных полномочий главой органа местного самоуправления».
1 февраля 2021 года уголовное дело по обвинению бывшего главы Пятигорска Л. Н. Травнева в превышении должностных полномочий направлено в Пятигорский городской суд.
5 апреля 2021 года появилась информация, что уголовное дело в отношении Л. Н. Травнева будет рассматриваться в Ставрополе. Производство по четырём эпизодам превышения полномочий было передано из Пятигорского городского суда в Ленинский районный суд города Ставрополя.
30 ноября 2021 года судья Ленинского районного суда Ставрополя Елена Подзолко приговорила Л. Н. Травнева к трём годам лишения свободы (включая срок, проведённый в СИЗО) с отбыванием наказания в колонии общего режима и трёхлетнему запрету работы на госслужбе. Также суд постановил взыскать с Л. Н. Травнева 632 тысячи рублей.
В конце апреля 2022 года освобождён в связи с окончанием срока отбытия наказания (так как весь срок пребывал в СИЗО).

## Главные скандалы Пятигорска в период руководства Травнева[21]
2006 год — изъятие 37,3 гектара лесистых земель из границ памятника природы «Гора Машук», с последующей сдачей за бесценок в аренду компании «Кавминэкоцентр». Сдали Машук в аренду «в целях развития садоводства, огородничества и дачного хозяйства». Вскоре, однако, «Кавминэкоцентр» потребовал у администрации эту землю ему продать. А когда получил отказ, обратился в арбитражный суд, который сделку продажи и узаконил: стараниями Минеева ушел горный склон по бросовой цене — 90 рублей за сотку.
Краевая прокуратура уже тогда пыталась бороться против продажи Машука (между прочим, памятника природы и государственного заказника). Прошла все инстанции — от Ленинского районного до Верховного суда, однако получила отказ: продажу заповедника российская Фемида посчитала законной. Видимо, за решение этого вопроса было хорошенько «заряжено».
2006 год — предотвращена попытка строительства в Комсомольском парке «спортивно-оздоровительного комплекса» с саунами и кафе, предоставление осуществил экс- мер Пятигорска Э. Д. Мардахаев на свою аффилированную компанию ООО «Парк-М». Борьба за Комсомольский парк ведётся с 2004 года, когда люди впервые узнали о том, что ещё в далёком 2002 году эта территория была передана под застройку местным бизнесменам ООО «Парк-М», ООО «Эдельвейс», ООО «Опт-торг».
Постановлением тогдашнего и. о. мэра Павла Минеева, заверенное подписями (уже бывшего) главного архитектор края Юрия Расходова, экс-министра культуры Евгения Луганского и других заинтересованных лиц вопреки закону парковая земля 2-й зоны санитарной охраны в 40 тысяч гектаров была передана в долгосрочную аренду. В частности «Парк-М» (владелец — местный бизнесмен Арон Мардахаев) вознамерился построить посреди парка спортивно-оздоровительный центр с казино, солярием, бильярдной, банкетным залом на 500 мест, сауной и два десятка кафе и ресторанов. Мнением жителей микрорайона никто не поинтересовался. Откуда-то появился некий документ с результатами о якобы проведённом опросе жителей, которые, мол, просто счастливы от перспективы иметь вместо зелёного парка различного рода развлекуху под боком.
Весной 2006-го в парке появились ограды, рабочие ночью принялись вырубать деревья, начались подготовительные работы. Успели залить шесть фундаментов.
Противостояние народа и местных олигархов достигло пика в конце 2006 года, когда дело перешло в судебное разбирательство. В то время к делу подключился свежеизбранный мэр Л. Н. Травнев. На одной из своих первых пресс-конференций Травнев заявил: «Костьми ляжем, а Комсомольский парк никому не отдадим. Тем более что „метод бульдозера“ у нас ещё никто не отменял!». Суды длились в течение трёх лет с переменным успехом, и, наконец, в октябре 2009-го шестнадцатый апелляционный арбитражный суд (г. Ессентуки) обязал снести заложенные фундаменты пяти летних кафе. Однако захватчики судебное решение проигнорировали. Тогда в дело вмешалась служба судебных приставов и лишь 18 января 2010 года в парк пригнали экскаватор и демонтировали фундаменты (репортаж по местному ТВhttp://vkontakte.ru/video-16259259_141608479). Территория «Парк-М» (уже перепроданная другим ЧП) была отвоёвана. А вот «Опт-торг» уже был построен.
2010 год — варварская вырубка реликтовой ореховой рощи на западном склоне Машука, с последующим началом строительства коттеджного поселка, неправомерные действия, были засилины противозаконными решениями судов.
2010 год — отбита повторная попытка застройки Комсомольского парка компанией ООО «Парк-М» ООО «Эдельвейс». Федеральным Арбитражным судом Северо-Кавказского округа вынесено решение, вернувшее городу Пятигорску (Ставропольский край) Комсомольский парк — единственную «зеленую зону отдыха» в микрорайоне Белая Ромашка. Об этом корреспонденту «Кавказского узла» сообщили в администрации города-курорта.
С возвращением парка городу пятигорчан поздравил мэр Лев Травнев. «Я знаю, что жители Белой Ромашки говорили по поводу судебной тяжбы. Ходили слухи, что мы заодно с застройщиками, проданы, куплены и справедливости никогда не добиться. Нет и ещё раз нет! Я буду каждым своим шагом доказывать вам, что власть держит свое слово», — сказал Лев Травнев.
По его словам, мало отвоевать парк, нужно ещё решить ряд проблем: снос уже заложенных застройщиком фундаментов, установка фонарей и парковых скамеек, посадка деревьев взамен уже вырубленных.
2013 год — на основании решения суда, начато строительства торгового центра на юго-западном склоне горы Машук, в охранной зоне знаменитого питьевого источника № 4.
2013 год — попытка администрации Пятигорска через суд обязать установить границы особо охраняемых горно-санитарных зон в соответствии постановлением Правительства Российской Федерации от 07.12.1996 № 1425 «Об утверждении Положения об округах санитарной и горно-санитарной охраны лечебно-оздоровительных местностей и курортов федерального значения».
2014 год — принятие Думой города Пятигорска новой редакции генплана, разрешающей вырубку и застройку 200 гектаров озеленённых особо охраняемых территорий.
2015 год — недобросовестные граждане, через решения судов, обязали передать мэрию Пятигорска в аренду под застройку всю санитарно-защитную лесополосу по улице Московской.

## Семья
Отец — Николай Григорьевич Травнев (7.01.1935 — 8.04.2017), преподаватель физкультуры в ПГЛУ. Мать — Светлана Саркисовна Травнева (14.07.1938 — 19.12.2016), преподаватель физкультуры в школе-интернате для слабослышащих детей. Брат — Травнев Данил Николаевич (5.05.1973).
Женат, дочь — Анастасия, сын — Руслан.

## Награды
- Медаль «За укрепление боевого содружества» (Минобороны России)[1]
- Медаль «За заслуги перед Пятигорском»
- Нагрудный знак «За верность долгу»
- Благодарность президента Российской Федерации
- Почётная грамота губернатора Ставропольского края